# Vladimir Osokin
Vladimir Osokin, född den 8 januari 1954 i St Petersburg, Ryssland, är en sovjetisk tävlingscyklist som tog OS-guld i lagförföljelsen vid olympiska sommarspelen 1980 i Moskva.